# Ruth Drexel

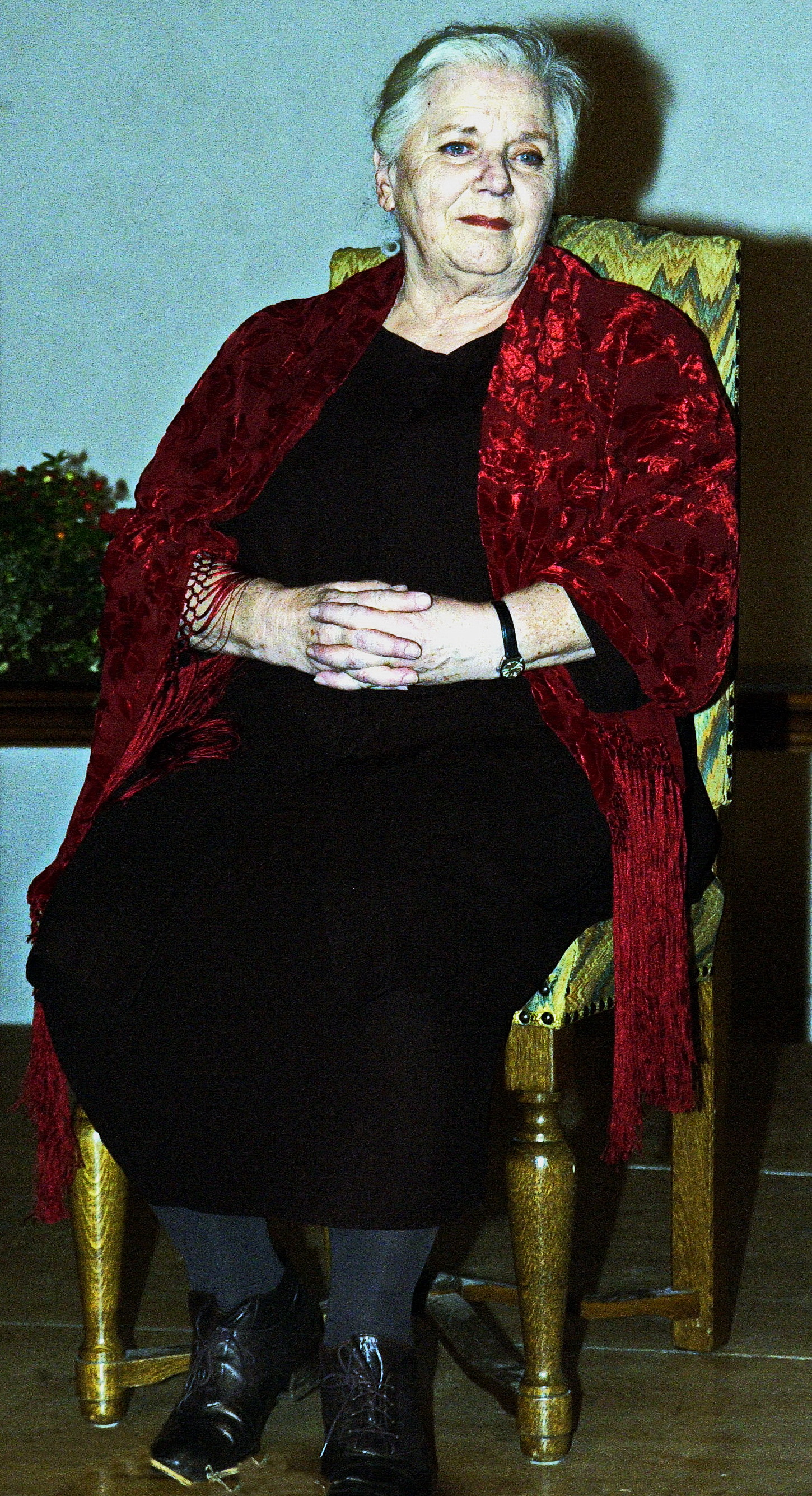
Ruth Drexel, 2001

Ruth Drexel (* 12. Juli 1930 in Vilshofen an der Donau; † 26. Februar 2009 in München) war eine deutsche Schauspielerin und Regisseurin. Sie wurde als bayerische Volksschauspielerin und Charakterdarstellerin bekannt. Besondere Popularität erlangte sie ab 1995 in der Rolle der Resi Berghammer in der Krimiserie Der Bulle von Tölz.

## Ausbildung und Theater
Ruth Drexels Vater starb 1943 bei einem Bombenangriff im Zweiten Weltkrieg. Eine höhere Ausbildung war für sie als älteste Tochter nicht vorgesehen. Sie wuchs in Trostberg an der Alz auf.
Ausgebildet an der Otto-Falckenberg-Schule in München, erhielt sie ein erstes Engagement an den Münchner Kammerspielen. Drexel spielte 1955 in Bertolt Brechts Stück Der gute Mensch von Sezuan in München, wo Brecht bei den Proben anwesend war. 1956/57 gehörte sie dem von Brecht gegründeten Berliner Ensemble an. In den folgenden zwei Jahren spielte sie unter anderem die Yvette in Mutter Courage und Madame Dullfeet in der Uraufführung von Der aufhaltsame Aufstieg des Arturo Ui. Für ihre Rolle in Franz Xaver Kroetz’ Stück Heimarbeit 1971 an den Münchner Kammerspielen wurde Drexel von der Presse als „Skandalhexe“ bezeichnet. Kroetz gab diese Bezeichnung später in einem Interview ungenau als „Ruth Drexel, Pornohexel“ wieder.
Weitere Stationen waren die Schaubühne am Halleschen Ufer in Berlin, die Wuppertaler Bühnen, das Staatstheater Stuttgart, das Staatstheater Darmstadt, das Düsseldorfer Schauspielhaus und ab 1976 das Bayerische Staatsschauspiel. Als erste Frau inszenierte Drexel dort 1981 als Regisseurin Nestroys Stück Der Talisman. Herausragende Rollen waren Brechts Mutter Courage 1982 und später Frau Eichmann in Heinar Kipphardts Bruder Eichmann am Münchener Residenztheater.
Weitere Rollen unter Dieter Giesings Regie waren die Balbina in Marieluise Fleißers Volksstück Der starke Stamm und die Valerie in Horvaths Geschichten aus dem Wiener Wald. 2003 trat sie an der Städtischen Bühne Heidelberg auf. 2005 verließ sie das Münchner Theater. Sie arbeitete mit Theatermachern wie Peter Stein und Rainer Werner Fassbinder zusammen.

## Film und Fernsehen
1949 trat Drexel erstmals im Film auf (Heimliches Rendezvous). 1954 spielte sie die Titelrolle in der Fernsehverfilmung Magdalena von Ludwig Thoma. Gleichfalls die Titelrolle spielte sie 1972 im Fernsehfilm Adele Spitzeder unter der Regie von Peer Raben. 1974 hatte sie in der Vorabendserie Münchner Geschichten von Helmut Dietl die Rolle der Wirtin Ruth Hillermeier, Mutter von Susi, der Freundin der zentralen Figur Karl ‚Tscharlie‘ Häusler (Günther Maria Halmer). 1983 war sie als Lisi Schleibinger, die Ex-Frau von Franz Münchinger (Helmut Fischer), in Monaco Franze zu sehen. 1986 spielte sie die Weißwurst-Paula in Franz Xaver Bogners Serie Zur Freiheit. Im selben Jahr agierte sie als Bürgermeisterin in der Serie Irgendwie und Sowieso.
Seit 1995 wirkte Drexel als Resi Berghammer in der Serie Der Bulle von Tölz als Mutter des Kommissars Benno Berghammer (Ottfried Fischer) mit. Zudem spielte sie seit 2004 als deutsche Miss Marple in Agathe kann’s nicht lassen die Hauptrolle. Für die ARD agierte sie an der Seite von Uschi Glas in der von 2004 bis 2006 gedrehten Serie Zwei am großen See.

## Intendanz
Neben ihrer schauspielerischen Tätigkeit war sie von 1988 bis 1998 am Münchner Volkstheater Intendantin und damit die erste Frau als Nachfolgerin des ersten Volkstheaterintendanten Jörg-Dieter Haas. 1991 inszenierte sie in München Horváths Italienische Nacht. Von 1999 bis 2002 war sie erneut Intendantin und Geschäftsführerin des Münchner Volkstheaters, an dem sie mit ihrem „bissig-kritischen Volkstheater“ Erfolge erzielte. Sie war außerdem 1980 Mitbegründerin der Tiroler Volksschauspiele in Telfs und inszenierte dort ab 1981, von 1998 bis Ende 2008 war sie auch deren Leiterin.

## Privates
Von 1955 bis 1965 war Ruth Drexel mit Michael Adami verheiratet, den sie in ihrer Ausbildungszeit an der Otto-Falckenberg-Schule kennengelernt hatte. Dieser Ehe entstammte die 1956 geborene Tochter Katharina Adami, Wirtschaftsjournalistin beim BR Fernsehen. Von 1969 bis zu dessen Tod 1998 war sie mit dem Schauspieler Hans Brenner liiert, dieser Verbindung entstammt die Tochter Cilli Drexel, geboren 1975.
Mit dem Stück Späte Gegend verabschiedete sich Drexel im Dezember 2005 von der Bühne des Münchner Volkstheaters. 2007 musste sie wegen einer Krebserkrankung pausieren, an deren Folgen sie im Februar 2009 starb. Zuletzt lebte sie in Feldkirchen bei München, wo sie auch beigesetzt wurde. Der schriftliche Nachlass Drexels liegt im Literaturarchiv der Monacensia im Hildebrandhaus.

## Zitate
„Egal, was sie spielt, die füllt jede Szene aus.“

## Ehrungen und Auszeichnungen

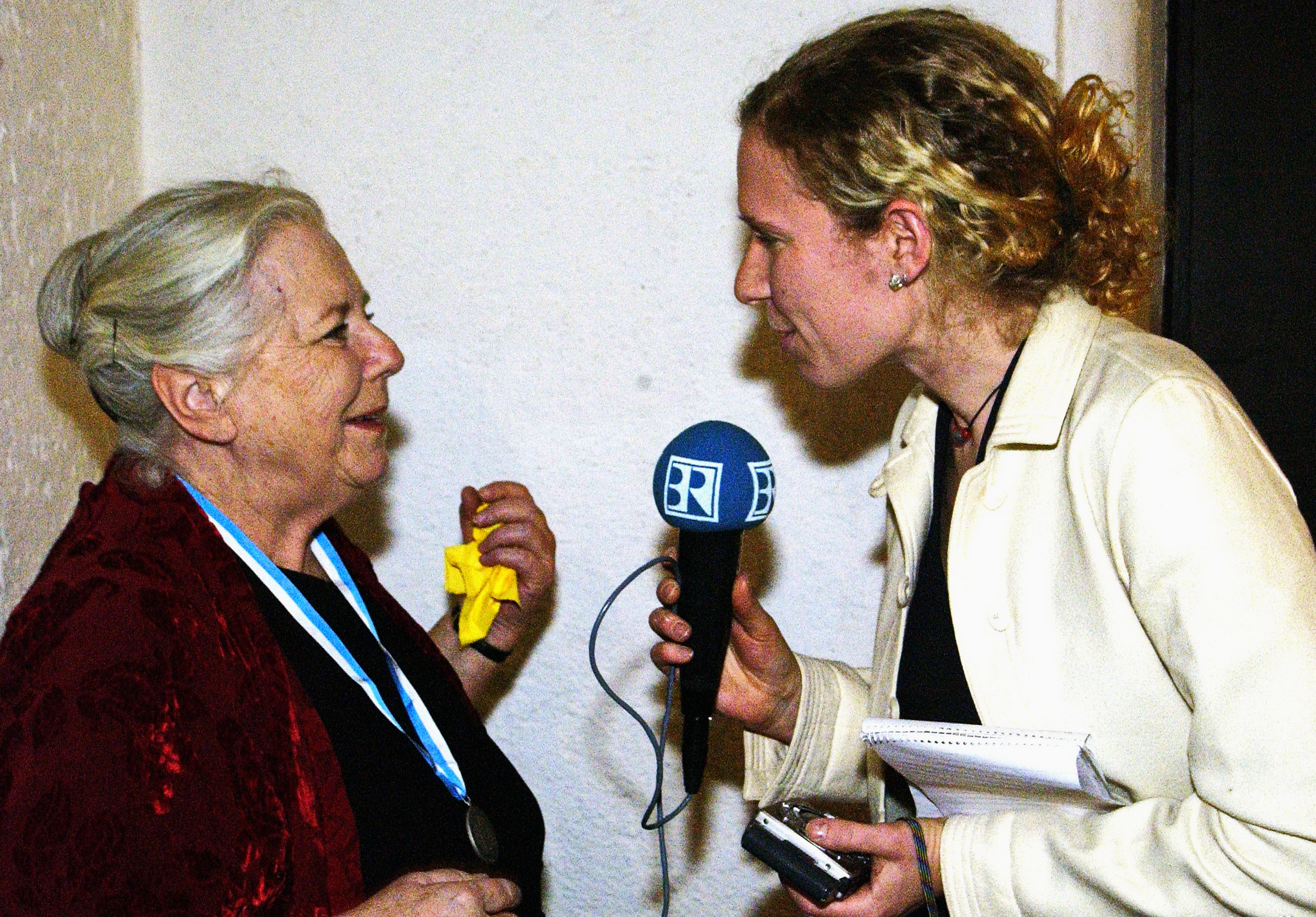
Ruth Drexel mit dem Bayerischen Poetentaler, 2001

- 1983: Ludwig-Thoma-Medaille der Stadt München
- 1989: Adolf-Grimme-Preis mit Silber für die Fernsehserie Zur Freiheit (stellvertretend für das Darstellerteam, zusammen mit Franz Xaver Bogner)
- 1994: Oberbayerischer Kulturpreis
- 1997: Goldener Gong für Der Bulle von Tölz, zusammen mit Ottfried Fischer
- 1999: Deutscher Fernsehpreis „Beste Schauspielerin Serie“ für Der Bulle von Tölz
- 2000: Bayerischer Theaterpreis
- 2000: Goldene Ehrenmünze der Landeshauptstadt München
- Tiroler Adler-Orden in Gold
- Bayerische Verdienstmedaille in Silber
- Medaille „München leuchtet – Den Freunden Münchens“ in Gold
- 2000: Bayerischer Verdienstorden
- 2001: Bayerischer Poetentaler
- 2003: Bayerischer Maximiliansorden für Wissenschaft und Kunst
- 2004: Goldene Romy „Beliebtester weiblicher Serienstar“ für Der Bulle von Tölz
- 2004: Bayerischer Fernsehpreis Sonderpreis für ihr Lebenswerk
- 2005: Tiroler Landespreis für Kunst – überreicht am 11. November 2005 in Innsbruck
- 2006: Goldene Romy „Beliebtester weiblicher Serienstar“
- 2006: „Krenkel-Preis“ der Münchner SPD für Zivilcourage und bürgerschaftliches Engagement
- 2007: Bayerische Verfassungsmedaille in Gold.

2017 eröffnete im Prinz-Eugen-Park in München-Bogenhausen eine nach Drexel benannte Grundschule. Sie liegt in der ebenfalls nach Drexel benannten Straße.

## Filmografie
- 1949: Heimliches Rendezvous
- 1957: Jägerblut
- 1957: Ein Fremder kam ins Haus
- 1957: Die fidelen Detektive
- 1958: Die Bekehrung des Ferdys Pistora
- 1959: Kasimir und Karoline
- 1962: Der Marquis von Keith
- 1963: Candida
- 1963: Detective Story – Polizeirevier 21
- 1964: Eiche und Angora
- 1964: Der Arzt wider Willen
- 1965: Die Hexe von Ödach (Serie Die seltsamen Methoden des Franz Josef Wanninger)
- 1965: Der Ruepp
- 1965: Der zerbrochne Krug
- 1966: Endkampf
- 1967: Siedlung Arkadien
- 1967: Biedermann und die Brandstifter
- 1969–1970: Die Perle – Aus dem Tagebuch einer Hausgehilfin (Serie)
- 1970: Mathias Kneißl
- 1971: Als die Blumen Trauer trugen (Fernsehserie Der Kommissar)
- 1972: Adele Spitzeder
- 1972–1973: Acht Stunden sind kein Tag (Serie)
- 1973: Der Sieger von Tambo
- 1973: Wildwechsel
- 1974: Münchner Geschichten (Fernsehserie)
- 1976: Die Marquise von O.
- 1977–2006: Tatort (Fernsehreihe)
  - 1977: Das Mädchen am Klavier
  - 1979: Der King
  - 1993: Alles Palermo
  - 2006: Tod aus Afrika
- 1978: Polizeiinspektion 1 (Fernsehserie)
- 1979: Schluchtenflitzer
- 1979: Die Farbe des Himmels
- 1980–1981: Derrick (Fernsehserie)
  - 1980: Pricker
  - 1981: Die Schwester
- 1980: Der Freund (Fernsehserie Der Alte)
- 1981: Niemandsland
- 1982: Der starke Stamm
- 1983: Monaco Franze (Fernsehserie)
- 1984: Polizeiinspektion 1 – Kikeriki
- 1985: Die wilden Jahre (Serie Polizeiinspektion 1)
- 1986: Geschichten aus der Heimat (Fernsehserie) Episode: In Gottes Namen
- 1986: Irgendwie und Sowieso (Fernsehserie)
- 1987–1988: Zur Freiheit (Fernsehserie)
- 1987: Francesca
- 1992: Abgetrieben
- 1993: Blattschuß (Serie Geschichten aus der Heimat)
- 1996–2009: Der Bulle von Tölz (Fernsehserie)
- 1997: Bandagistenglück
- 1998: Späte Gegend
- 2001: Wambo
- 2001: Ein Sommertraum
- 2002: Körner und Köter (Serie)
- 2004: Die Heilerin
- 2003–2006: Zwei am großen See (Reihe)
  - 2003: Zwei am großen See
  - 2005: Zwei am großen See – Die Eröffnung
  - 2005: Zwei am großen See – Angriff aufs Paradies
  - 2006: Zwei am großen See – Feindliche Übernahme
  - 2006: Zwei am großen See – Große Gefühle
- 2005–2007: Agathe kann’s nicht lassen (Reihe)
  - 2005: Agathe kann’s nicht lassen – Mord im Kloster
  - 2005: Agathe kann’s nicht lassen – Alles oder nichts
  - 2006: Agathe kann’s nicht lassen – Die Tote im Bootshaus
  - 2006: Agathe kann’s nicht lassen – Mord mit Handicap
  - 2007: Agathe kann’s nicht lassen – Das Mörderspiel
- 2006: Das Weihnachts-Ekel
- 2006: Enthüllungen (Serie Stadt, Land, Mord!)
- 2008: Die Heilerin 2

## Theater
- 1958: Wsewolod Wischnewski: Optimistische Tragödie – Regie: Manfred Wekwerth/Peter Palitzsch (Berliner Ensemble)

## Hörspiele
- 1970: Rainer Werner Fassbinder: Ganz in Weiß (Mutter) – Regie: Peer Raben/Rainer Werner Fassbinder (Hörspiel – BR/HR/SDR)